# Mur Trombe

Schéma de principe :
1 : rayons solaires en été
2 : rayons solaires en hiver
3 : toit
4 : verre peint en noir
5 : chambre chauffée
6 : mur d'accumulation
7 : entrée de l'air chauffé
8 : sortie de l'air refroidi
9 : pièce d'habitation
10 : isolation thermique des murs.

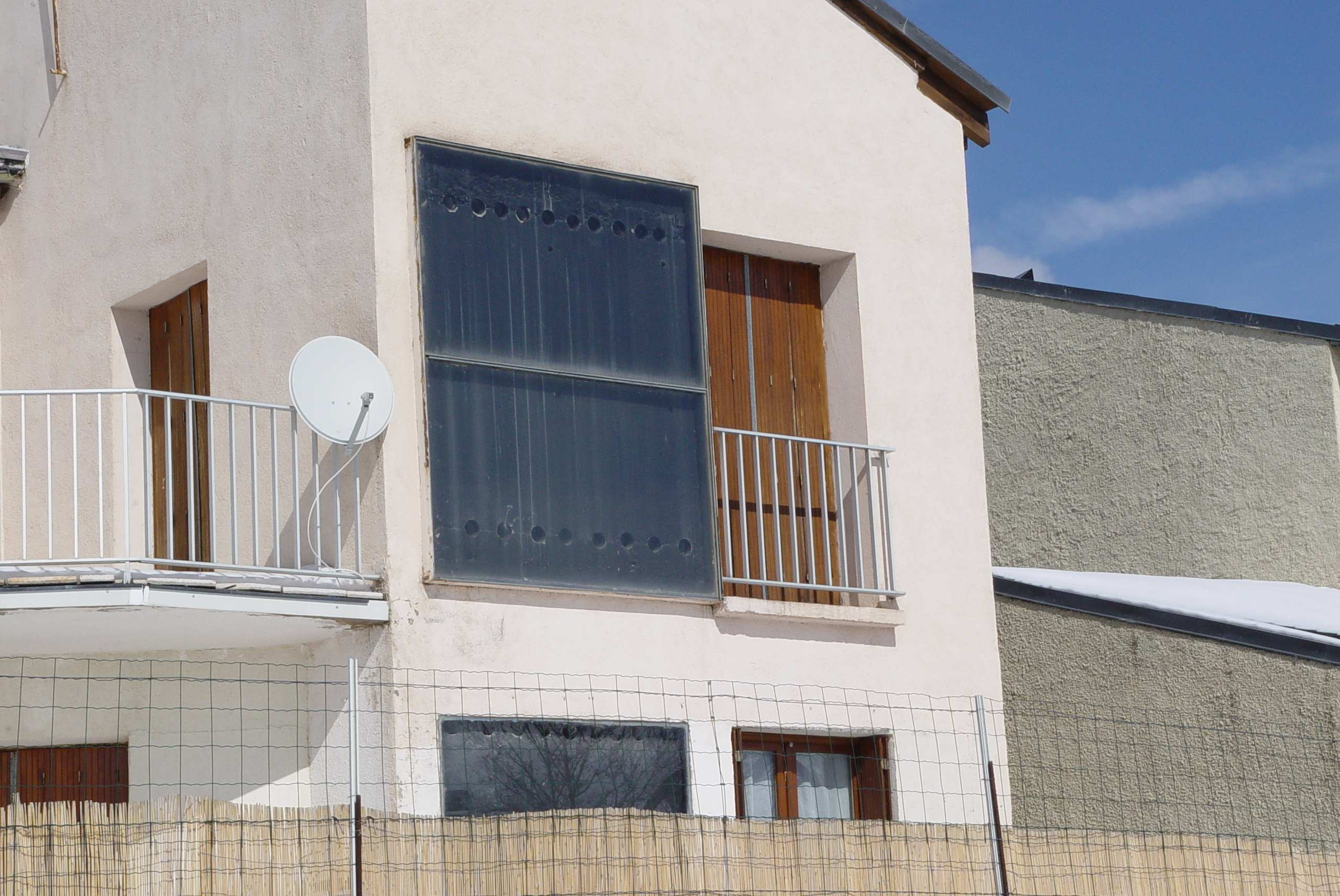
Mur Trombe.

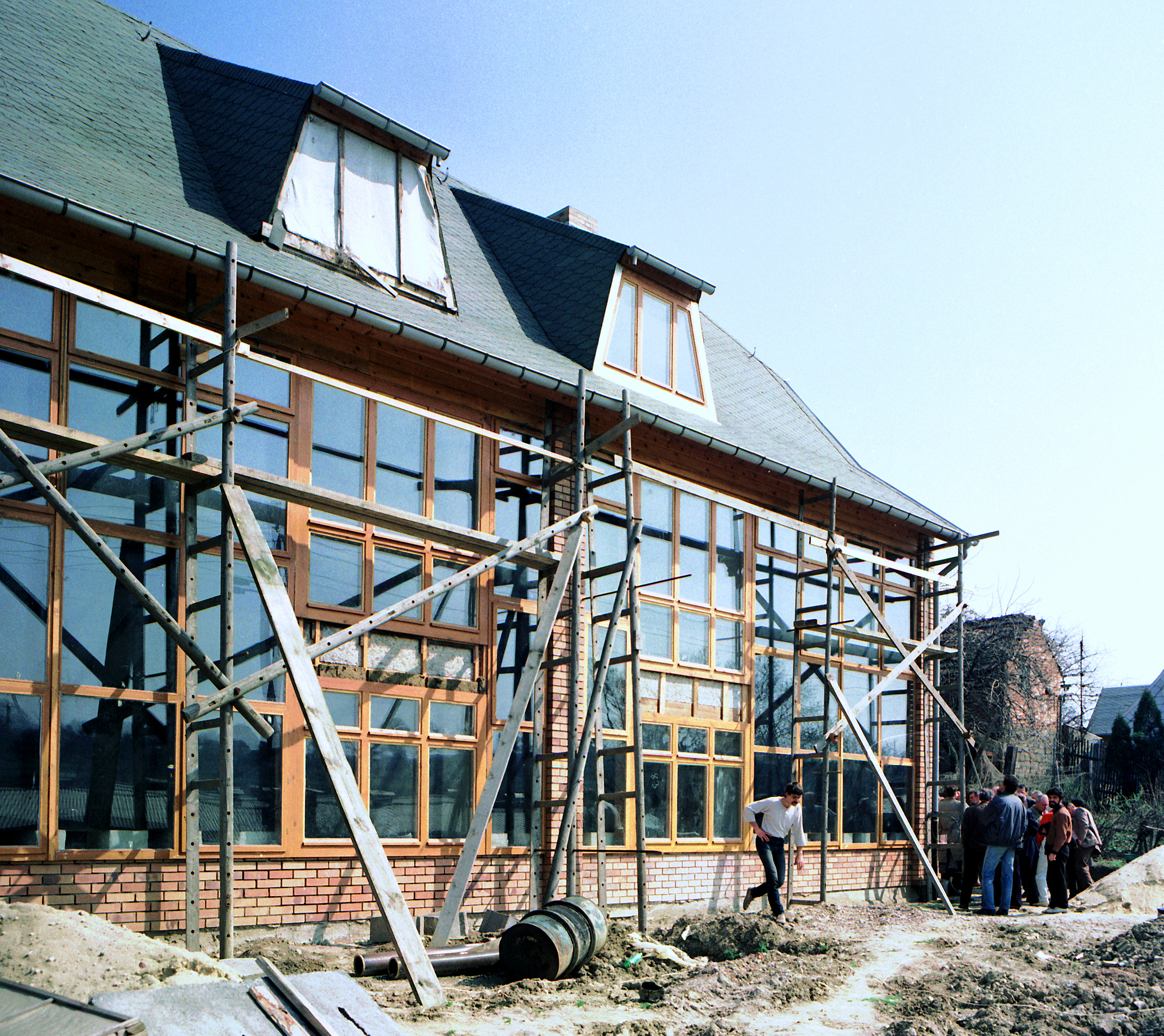
Dans cette maison solaire, sans pompe à chaleur, ce sont les éléments structuraux de la maison qui passivement chauffent et climatisent la maison. Des vitres cachent des panneaux en aluminium noir qui absorbent les calories solaire, redistribuées par l'air qui circule entre le verre et l'absorbeur.

Le mur Trombe (parfois appelé mur Trombe-Michel) est un système de chauffage solaire dit « passif ». Mis en œuvre et expérimenté par le professeur Félix Trombe et l’architecte Jacques Michel dans les années 1950-1970, ce dispositif tire parti, par effet de serre, de l'énergie gratuite du soleil.
L'américain Edward Sylvester Morse avait déjà breveté le concept en 1881 (US Patent 246626), brevet ignoré jusqu’en 1956.

## Présentation
À l'origine, le concept est fondé sur un mur plein, par exemple de béton ou de pierre, de couleur sombre (mat), exposé au sud (dans l'hémisphère nord), devant lequel on dispose un vitrage. Ce vitrage piège la chaleur du soleil (effet de serre) qui s'accumule et diffuse dans la maçonnerie. La restitution, à l'intérieur de l'habitation, se fait de manière douce, continue et étalée dans le temps. Dans cette configuration, le mur est couramment appelé « mur capteur ». La création d'ouvertures basse et haute dans la maçonnerie accumulatrice permet la circulation naturelle d'un flux d'air. Il s'agit de l'air intérieur au bâtiment qui entre dans le mur par l'ouverture basse, se réchauffe dans l'espace existant entre la maçonnerie et le vitrage puis revient dans l'espace intérieur.  Dans cette configuration, le composant devient un "mur Trombe". Par sa conception, il permet une récupération assez rapide d'une partie des apports solaires reçus en façade par l'intermédiaire du flux d'air. Une autre partie des apports solaires captés, traversera la maçonnerie avec un délai  plus ou moins important selon son épaisseur et sa nature (béton, pierre, terre crue, ....) (environ 5 heures pour 15 cm de parpaings pleins en béton). Ceci permet donc d'étaler dans le temps les apports solaires reçus en journée et d'en profiter en soirée, après le coucher du soleil.
Pour améliorer ses performances il est nécessaire d'utiliser en couverture extérieure des vitrages performants comme un double-vitrage à faible émissivité. Les menuiseries ainsi disposées doivent être parfaitement étanches à l'air et aptes à supporter les dilatations qui peuvent survenir en cas de fort ensoleillement. La protection des vitrages, à l'aide d'un volet roulant par exemple, est aussi souhaitable afin de diminuer les déperditions nocturnes et de limiter les surchauffes estivales.
Enfin il est nécessaire de prévoir le cas du refroidissement extérieur du mur qui engendrerait une circulation inversée du flux d'air et un refroidissement non désiré du local à chauffer. Une trappe à l’ouïe basse, ou mieux un simple volet souple peut permettre d'empêcher ce thermosiphon inverse.
En outre, il est possible de rendre active cette technique passive par l’ajout d'une ventilation motorisée.

## Exemples déjà réalisés
Une des applications du mur Trombe se trouve à Font-Romeu-Odeillo-Via dans les Pyrénées-Orientales avec l'immeuble des maisons solaires Trombe-Michel.
La médiathèque Théodore-Monod a été réalisée à Betton (35) par les architectes Patrice Liard et Christine Tanguy en 2007 : "La façade sud en charpente bois et lamellé-collé est équipée d'un vitrage peu émissif à lames d'argon recouvrant une serre plantée devant un mur en terre crue" de 45 cm. L'ombre d'un pare-soleil couvre le mur d'avril à octobre afin d'éviter la surchauffe estivale. « C'est un projet simple, qui répondait à notre volonté de concevoir un bâtiment bioclimatique performant. Le résultat est élégant et vieillit sans dommage ». Le mur assure une économie de 25 % des besoins énergétiques.
Le gymnase de l'Europe, à Brest (29), est un bâtiment basse consommation de 1 686 m2 conçu par DDL Architectes en 2013. « Notre idée était d'apporter des calories à la VMC double flux du bâtiment en créant un mur Trombe au sud », Le mur Trombe est "composé d'une paroi en polycarbonate, d'un vide d'air et d'un mur béton de 40 cm".

## Remarques sur l'utilisation
Le mur Trombe est avant tout un système de chauffage ou de climatisation solaire par circulation d'air. Le principe de fonctionnement est simple. Il repose d'une part sur l'effet de serre (capteur vitré), et d'autre part sur le thermosiphon ou la thermo-circulation (l'air chaud monte).
Pour être fonctionnel, le mur Trombe ne doit pas avoir d'isolant à l'intérieur. Sinon, son fonctionnement change et l'énergie récupérée est alors purement convective avec une efficacité moindre.
Cependant en comparaison avec un mur isolé aux normes thermiques françaises actuelles (RT2012), l'efficacité thermique globale du mur Trombe avec un simple vitrage (Ug 5,8) est inférieure à celle d'un mur isolé. Lorsque l'on utilise un double vitrage classique (Ug 2,8) l'efficacité thermique des deux systèmes est équivalente (mais le mur Trombe coûte alors plus cher)[réf. nécessaire].
Une étude réalisée  "sur un bâtiment conforme à la RT2012 confirme une économie annuelle de 20 % en période de chauffe". "Le rendement est évalué à 150 kWh/m2 en zone climatique H1 (nord/est)".
En 2012, pour que l'investissement supplémentaire requis par le mur Trombe soit compensé par le gain énergétique fourni par celui-ci, il faut utiliser un vitrage dont les performances thermiques sont élevées (Ug inférieure à 1,1)[réf. nécessaire]. 
Il faut également prévoir un système d'ombrage ou couverture de la vitre en été pour éviter une surchauffe.
L'utilisation de capteurs solaires thermiques est souvent une solution plus appropriée et plus flexible, mais plus chère et plus complexe.

### Fonctionnement hiver
Le capteur vitré, ouvert en bas chauffe l'air. L'air se réchauffe alors par effet de serre. L'air chaud, plus « léger » car moins dense, monte, ce qui provoque l'aspiration de l'air plus frais. La sortie, en haut du capteur, est opposée à une entrée (de préférence basse) dans la maison, apportant ainsi de l'air chaud et nouveau avec peu de déperdition. La circulation de l'air se fait naturellement sans mécanique, mais une ventilation mécanique contrôlée (VMC) permettra d'extraire les airs viciés des pièces d'eau (toilettes, salle de bains, cuisine).

### Fonctionnement été
L'entrée basse du capteur est reliée à une sortie d'air haute dans la maison. Les calories libérées par le capteur induisent une circulation passive de l'air, (thermosiphon : l'air chaud monte et s'évacue à l'extérieur, aspirant de l'air frais qui, si nécessaire, se réchauffera au contact du capteur. 

L'entrée d'air frais peut aussi provenir d'un puits canadien. Sans nécessiter de ventilateur, l'air frais est aspiré proportionnellement au chauffage du capteur Trombe.

### Circuit fermé
Un mur Trombe fonctionnant en circuit fermé (avec l'air du local) permet d'apporter de l'air chaud aux pièces ne pouvant bénéficier d'apport solaire. Il n'intervient alors pas dans le renouvellement de l'air de la maison.

### Autres possibilités
- Un mur Trombe peut être remplacé par une cheminée solaire pour son fonctionnement en été, et un capteur identique mais plan pour le chauffage en hiver. Le capteur plan sert alors de « casquette », permettant un ombrage protégeant du soleil en été.

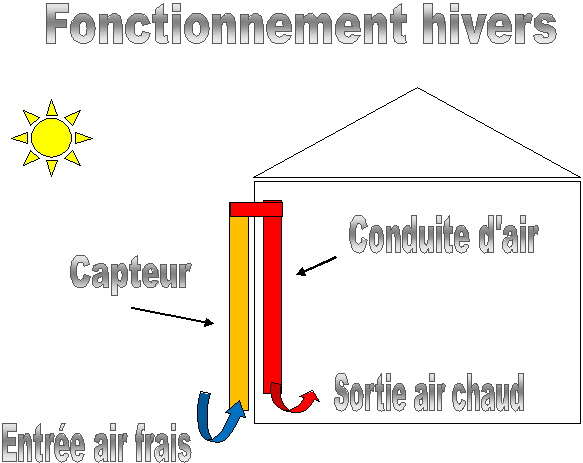
Fonctionnement hiver : l'air extérieur est réchauffé par le mur Trombe.
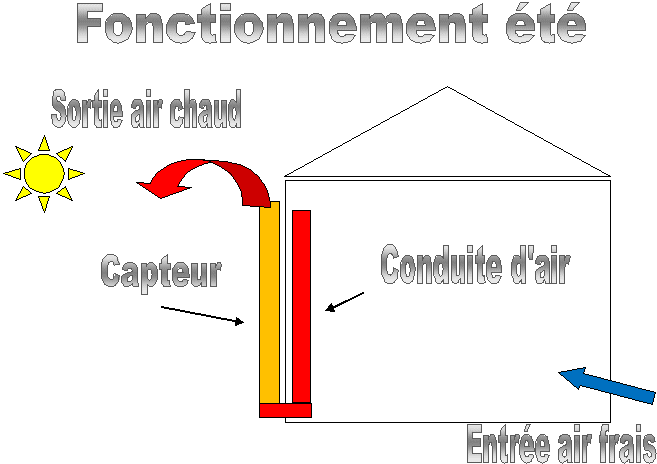
Fonctionnement été : l'air intérieur est aspiré par le capteur.
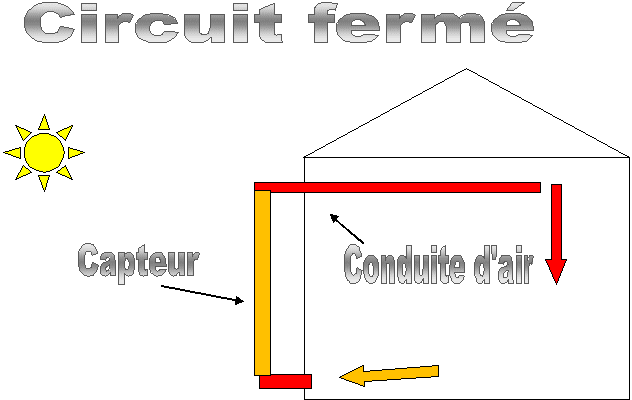
Fonctionnement en circuit fermé : l'air frais intérieur est réchauffé dans le mur Trombe avant d’être réinjecté.
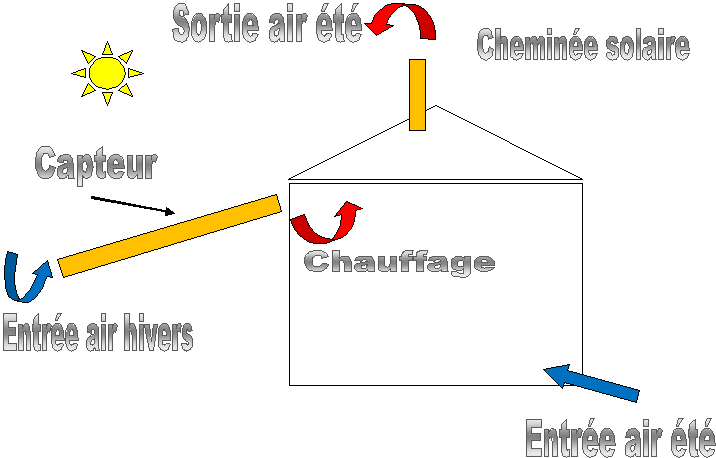
Capteur casquette.

- Isolation thermique transparente

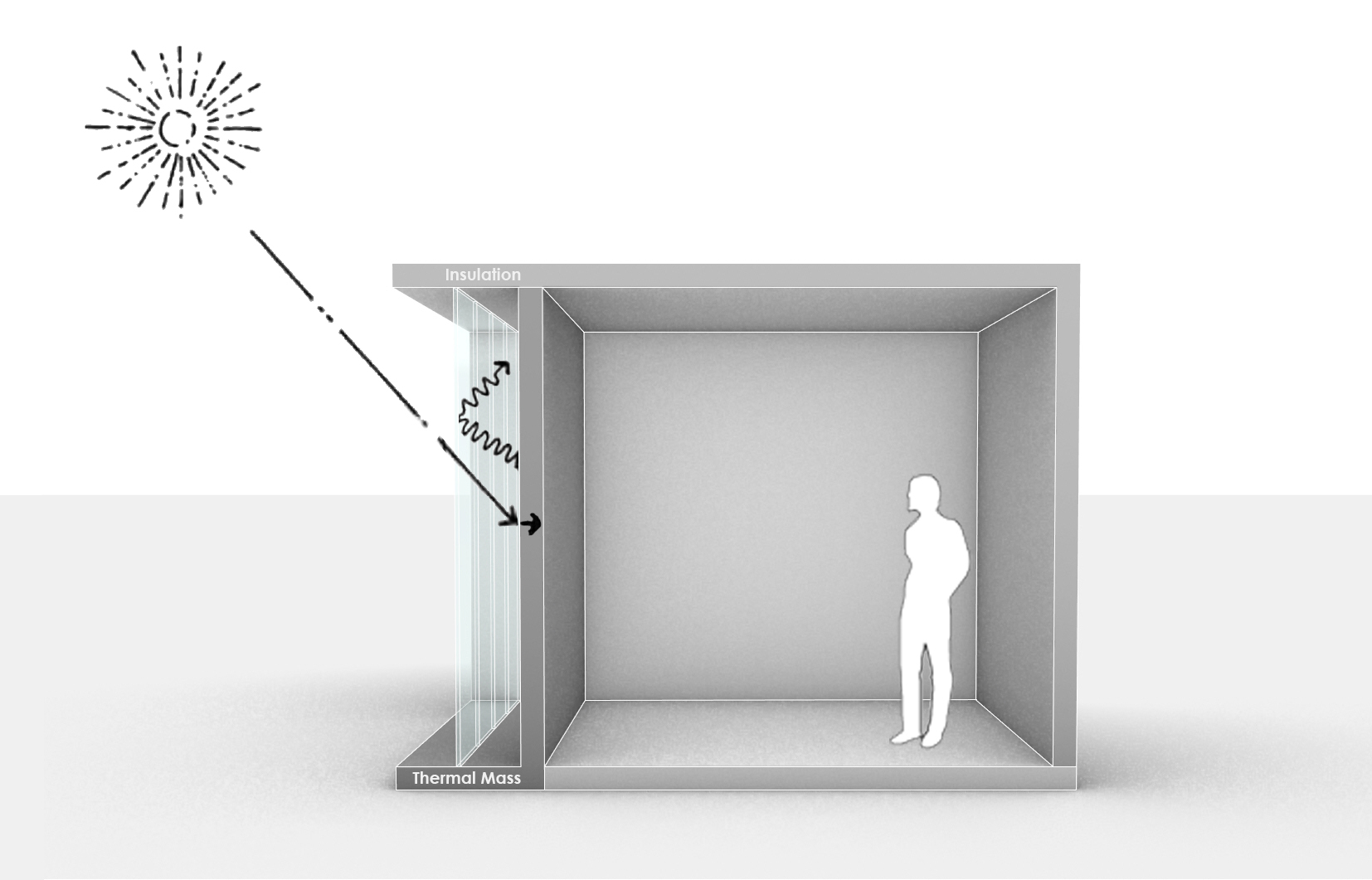
Le jour : le mur Trombe se réchauffe. L'infrarouge rayonnant des deux côtés du mur est réfléchi par le verre vers le mur.
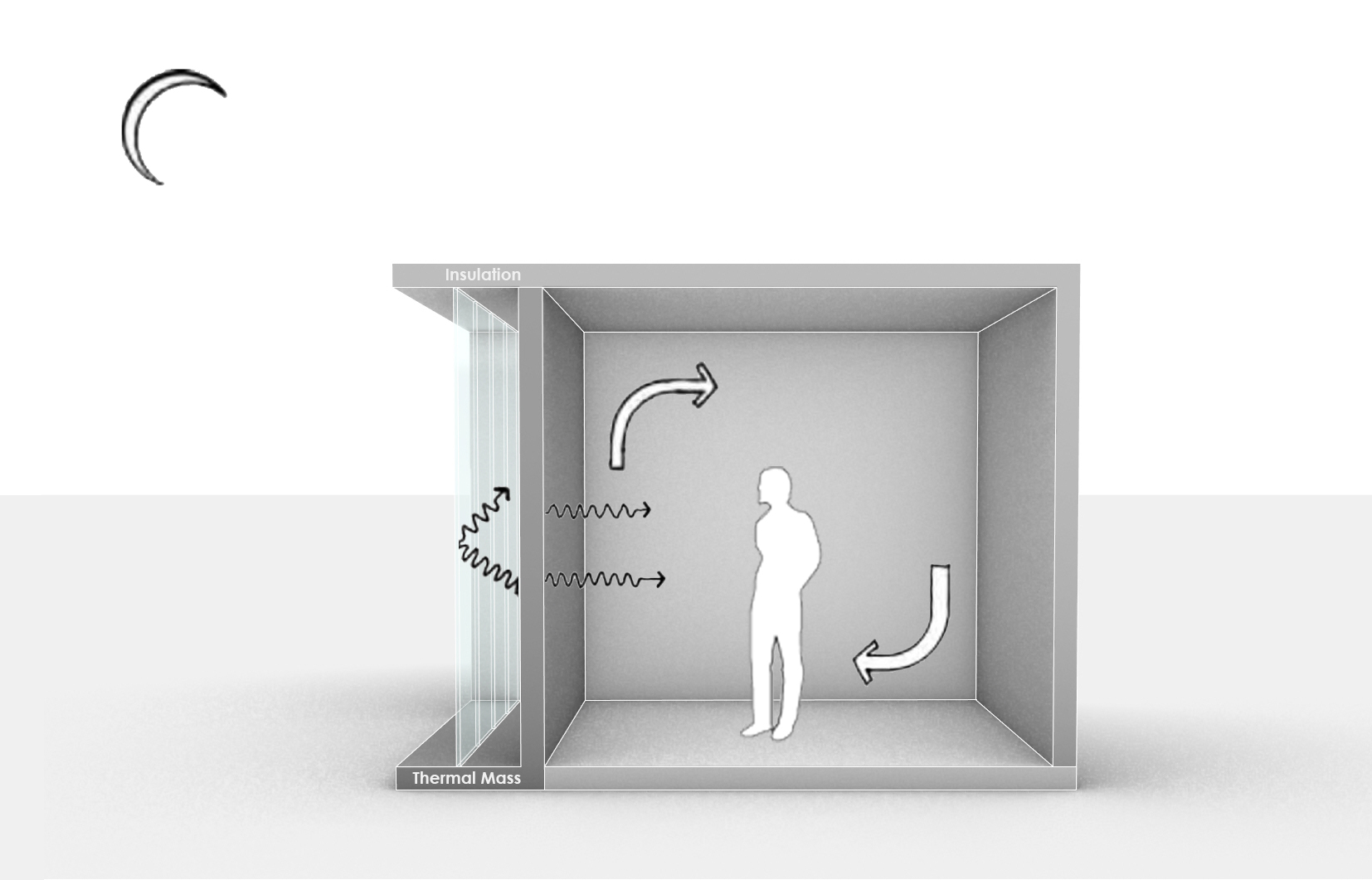
Nuit : La chaleur est transférée à l'espace intérieur, avec un délai (déphasage) dépendant de la masse du mur et de sa capacité thermique
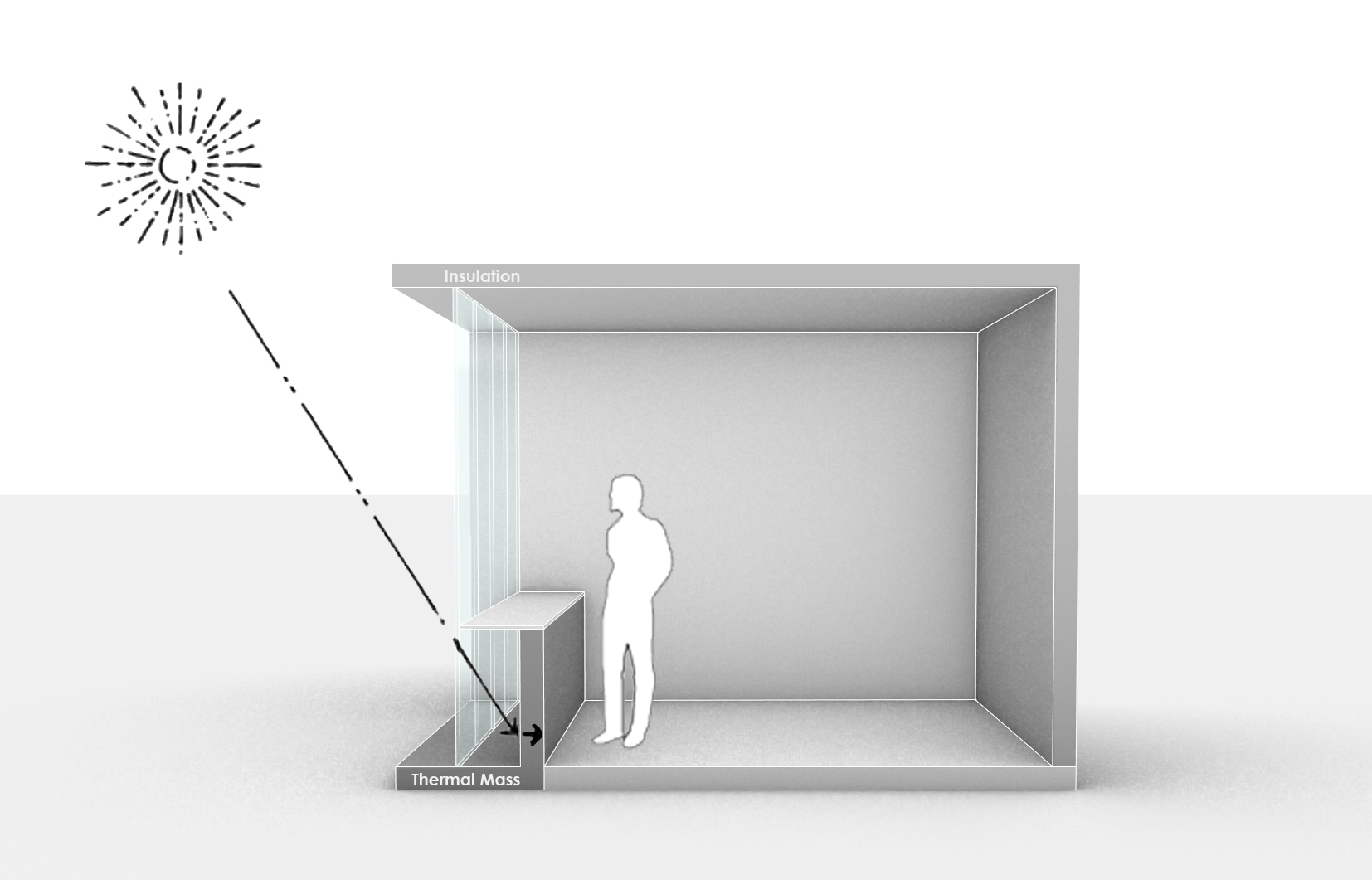
Variante : Mur Trombe à mi-hauteur : le soleil réchauffe le mur bas, et éclaire la pièce.

### Conclusion
Le mur Trombe est avant tout un système de chauffage ou de rafraîchissement solaire. Le capteur doit souvent être isolé de la maison (pour éviter la surchauffe en été), et trop de déperdition la nuit. Son fonctionnement est principalement diurne, il s'utilisera donc bien pour les établissements ne fonctionnant pas la nuit (écoles, bureaux). Le nom de « mur » tient du fait que les capteurs sont placés de façon verticale contre le mur le plus ensoleillé (Nord dans l’hémisphère sud par exemple). Ses principaux avantages, sont de prendre peu de place, et de ne comporter aucune mécanique. Une double conduite d'air sera par contre nécessaire, avec un système de vanne ou clapet, pour passer en mode rafraîchissement ou chauffage.
Ce type de capteur pourrait être utilisé avec une VMC double flux par exemple, ou combiné à un autre système avec masse thermique, pour une utilisation nocturne.